# NGC 573
NGC 573 (również PGC 5638 lub UGC 1078) – galaktyka spiralna (S?), znajdująca się w gwiazdozbiorze Andromedy. Odkrył ją Édouard Jean-Marie Stephan 21 października 1881 roku.